# Leopold Sachse
Leopold Sachse (geboren 5. Januar 1880 in Berlin; gestorben 3. April 1961 in Englewood Cliffs, New Jersey) war ein deutschamerikanischer Opernsänger (Bass), Dirigent und Theaterleiter.

## Leben
Leopold Sachse war ein Sohn des Max Sachse und der Jeanette Gumpert. 1899 hatte er sein Bühnendebüt als Schauspieler im Schiller-Theater in Berlin. Anschließend studierte er Germanistik, Musikwissenschaft und Gesang am Konservatorium in Köln und in Wien. Zunächst war Sachse als Opernsänger (Bass) tätig, hauptsächlich in Wagner-Rollen.
Sachse war Intendant bzw. Direktor in Münster von 1909 bis 1914, hier vorübergehend zusammen mit dem Schauspieler Max Eisfeld (1863–1935), von 1915 bis 1922 in Halle und von 1922 bis 1933 in Hamburg (Staatsoper).
Als Jude emigrierte Sachs 1935 in die USA und war dort an der Metropolitan Opera in New York tätig.
In Halle ist eine Straße nach Leopold Sachse benannt.